# Anders Ekborg
Jon Anders Ekborg, född 9 oktober 1960 i Storkyrkoförsamlingen i Stockholm, är en svensk skådespelare och sångare. Han är son till skådespelaren Lars Ekborg och yngre bror till Dan Ekborg, även han skådespelare.

## Biografi
Anders Ekborg prövade på flera olika yrken innan han vid 22 års ålder bestämde sig för att bli skådespelare. Han är utbildad vid Teater- och Operahögskolan i Göteborg och debuterade i musikalen Zorba på Östgötateatern i Norrköping-Linköping 1986. Samma år spelade han huvudrollen i Nils Holgersson på samma scen. I slutet av 1980-talet var han anställd vid Göteborgs Stadsteater där han spelade i uppsättningar som bland andra West Side Story, Cymbeline och En midsommarnattsdröm. Mellan åren 1990 och 1994 var han engagerad vid Dramaten i Stockholm, med produktioner som Peer Gynt, Lika för lika och Pojken och stjärnan.
Anders Ekborgs stora genombrott kom 1995 när han spelade Karl-Oskar i musikalen Kristina från Duvemåla, en succé som pågick i fyra år. Sedan dess har han gjort ett flertal stora musikalroller. Han återkom till Östgötateatern 1999 då han spelade den krävande titelrollen i Jekyll & Hyde. Här bör även nämnas Evita på GöteborgsOperan, succén Chess på Cirkus i Stockholm, Jesus Christ Superstar på Maximteatern samt rollen som Judas i Jesus Christ Superstar på Maximteatern. Våren 2012 gjorde han titelrollen som Ingvar Kamprad i Malmö Stadsteaters uppsättning av Ingvar! – En musikalisk möbelsaga.
Han har medverkat i ett flertal filmer och TV-produktioner bland andra Tomten är far till alla barnen, Syndare i sommarsol och Wallander – Byfånen. Julen 2006 gjorde han en stor roll i TV-dramat Snapphanar.
Anders Ekborg har även medverkat på flera skivor, och hans första soloplatta Äkta vara utkom 2006. Hösten 2007 medverkade han i föreställningen Another kind of magic med Queen-låtar och i The Christmas Show. I februari 2008 spelade han rollen som Warrior i London – the Musical i Filadelfiakyrkan i Stockholm, och den 14 juli deltog han i firandet av Victoriadagen på Öland.
Ekborg ger också många egna konserter, både tillsammans med sitt 6-mannaband och i det lite mindre formatet då han ackompanjeras av Bengt Magnusson på gitarr och Stefan Nilsson på klaviatur. Hösten 2009 medverkade Anders i The Special Tour tillsammans med Noel McCalla och Caroline Larsson. Turnén En Stilla Jul har vid det här laget blivit en återkommande tradition.
Anders Ekborg deltog i Melodifestivalen 2010, i deltävling 1 i Örnsköldsvik med bidraget The Saviour, skrivet av Tony Nilsson och Henrik Janson. Han beskrev sången som "pampig, men svårsjungen" och det var första gången Ekborg var med i tävlingen . Låten slutade på sjätte plats i deltävlingen, vilket inte räckte för att gå vidare.
Hösten 2010 utkom Ekborgs andra soloalbum Painted Dreams.
Våren 2016 spelade han huvudrollen i Spelman på taket, på Spira i Jönköping.

## Familj
Anders Ekborg var gift med skådespelerskan Lia Boysen 1997–2013. De har två döttrar.

## Diskografi (i urval)
- 1996 - Kristina från Duvemåla: Den kompletta utgåvan - (#2 på Albumlistan)
- 1999 - Sexton favoriter ur Kristina från Duvemåla - (#22 på Albumlistan)
- 2001 - Evita
- 2002 - Chess på Svenska - (#2 på Albumlistan)
- 2006 - Äkta vara - (#27 på Albumlistan)
- 2010 - The Saviour (Il Salvatore) (singel) - (#50 på Singellistan / #9 på Svensktoppen)
- 2010 - I Do Believe (singel)
- 2010 - Painted Dreams (singel)
- 2010 - Painted Dreams - (#16 på Albumlistan)
- 2011 - En stilla jul - (#20 på Albumlistan)
- 2013 - En stilla jul Live
- 2016 - Nysnö (singel)

## Filmografi (i urval)
- 1989 – Sparvöga (TV-serie)
- 1989 – Glenn och Gloria
- 1990 – En midsommarnattsdröm
- 1993 - Polis polis potatismos, spelar skum affärsman
- 1993 - Drömkåken, spelar kaxig rörmokare
- 1994 - Illusioner, spelar Christer som blir förälskad i en totalförlamad kvinna
- 1998 - Sista kontraktet, spelar nazist
- 1998 - Prinsen av Egypten (röst till Mose)
- 1999 - Dödsklockan, spelar Måns som får problem i jakttider
- 1999 - Tomten är far till alla barnen, spelar Thomas (bror till Gunnar – spelad av Anders Ekborgs bror Dan)
- 1999 – Insider (TV-serie)
- 2000 – Miraklernas man
- 2000 - Skärgårdsdoktorn Gästskådespelare i avsnitt 5, säsong 3
- 2001 - Syndare i sommarsol, spelar kapten Fernley Jensen
- 2003 - Chess på Svenska, spelar Freddie Trumper
- 2004 - Falla vackert, spelar sig själv
- 2004 - Strandvaskaren, spelar läraren Thomas
- 2005 - Wallander - Byfånen, spelar Göran och hans tvillingbror
- 2006 – Den som viskar (TV-serie), spelar polisen Tommy, Annas bror
- 2006 – Snapphanar, spelar kungens närmaste man Gabriel Leijonhufvud
- 2007 – Kommissarien och havet - Den du inte ser (TV-serie)
- 2007 – Kommissarien och havet - I denna stilla natt (TV-serie)
- 2013 – Rosor, kyssar och döden

## Teater

### Roller (ej komplett)
| År   | Roll                                                       | Produktion                                                                                  | Regi             | Teater                                     |
| ---- | ---------------------------------------------------------- | ------------------------------------------------------------------------------------------- | ---------------- | ------------------------------------------ |
| 1990 | Mäster Petrus Gefyr Hovrättsrådet Lagmansson               | Amorina Carl Jonas Love Almqvist                                                            | Peter Stormare   | Dramaten                                   |
| 1991 | Busen Ole Gubbens son Ole Böjgen Dåre Nora, i tredje delen | Peer Gynt Henrik Ibsen                                                                      | Ingmar Bergman   | Dramaten                                   |
| 1991 | Peter Pan                                                  | Peter Pan J.M. Barrie                                                                       | Jackie Söderman  | Dramaten                                   |
| 1992 | En ung man                                                 | På flykt Gao Xingjian                                                                       | Björn Granath    | Dramaten                                   |
| 1999 | Dr. Henry Jekyll/Mr. Edward Hyde                           | Jekyll & Hyde                                                                               | Magnus Bergquist | Östgötateatern, i Linköping och Norrköping |
| 2001 | Che Guevara                                                | Evita Andrew Lloyd Webber och Tim Rice                                                      | Ronny Danielsson | Göteborgsoperan                            |
| 2008 |                                                            | London – The Musical David Hynes, Steve Martin, Henrik Wikström, Jan Sjönneby, Chris Larner | Nigel Harvey     | Filadelfiakyrkan                           |
| 2012 | Ingvar Kamprad                                             | Ingvar! – en musikalisk möbelsaga Erik Gedeon och Klas Abrahamsson                          | Erik Gedeon      | Malmö Stadsteater                          |
| 2016 | Tevje                                                      | Spelman på taket Jerry Bock, Sheldon Harnick och Joseph Stein                               | Staffan Aspegren | Kulturhuset Spira                          |
| 2017 | Rutger Macklean                                            | Bläck eller Blod Erik Norberg och Alexander Öberg                                           | Alexander Öberg  | Riksteatern                                |
| 2018 | Stig                                                       | Så som i himmelen Fredrik Kempe, Kay Pollak och Carin Pollak                                | Markus Virta     | Oscarsteatern                              |

## Ljudboksuppläsningar (urval)
- 2011 - I terrorns tid av Peter Harris
- 2012 - Sång till den storm som ska komma av Peter Fröberg Idling
- 2013 - Brännmärkt av Karin Aspenström
- 2015 - Svenska gummistövlar av Henning Mankell
- 2015 - Monogrammorden av Sophie Hannah